# Uncivilization
Uncivilization è il sesto album in studio del gruppo musicale statunitense Biohazard, pubblicato nel 2001.

## Tracce
1. Sellout – 3:31
2. Uncivilization – 4:08
3. Wide Awake – 3:46
4. Get Away – 3:47
5. Unified  (con Roger Miret, Danny Diablo e Puerto Rican Mike) – 2:55
6. Gone  (con Igor Cavalera) – 4:16
7. Letter Go – 1:22
8. Last Man Standing (con Sen Dog) – 3:17
9. HFFK (con Phil Anselmo) – 2:46
10. Domination (con Corey Taylor e Jamey Jasta) – 4:24
11. Trap (con Andreas Kisser e Derrick Green) – 3:56
12. Plastic (con Peter Steele nella parte finale del brano) – 5:29
13. Cross the Line (con Peter Steele) – 4:11
14. A.T.F. (traccia bonus) – 4:00
15. Life of My Own (cover dei Cro-Mags) (traccia bonus) – 2:52
16. Sex and Violence (cover dei Carnivore) (traccia bonus) – 3:21

## Formazione
- Evan Seinfeld - voce, basso
- Billy Graziadei - voce, chitarra
- Leo Curley - chitarra
- Danny Schuler - batteria